# Rejon kiachtyński
Rejon kiachtyński (ros. Кяхтинский район; bur. Хяагтын аймаг) – rejon w azjatyckiej części Rosji, wchodzący w skład Republiki Buriacji. Stolicą rejonu jest Kiachta (19,4 tys. mieszkańców). Rejon został utworzony w 1923 roku.

## Położenie
Rejon zajmuje powierzchnię 4 684 km². Położony jest w południowej części Republiki Buriacji, przy granicy z Mongolią, w dorzeczu rzeki Selenga.

## Ludność
Rejon zamieszkany jest przez 40 979 osób (2007 r.). Średnia gęstość zaludnienia w rejonie wynosi 8,7 os./km².

## Podział administracyjny
Rejon podzielony jest na 2 miejskie osiedla i 17 wiejskich osiedli.

### Osiedla miejskie
- Kiachta (ros. Кяхта)
- Nauszki (ros. Наушки)

### Osiedla wiejskie
| Nazwa osiedla wiejskiego                                      | Ośrodki administracyjne             |
| ------------------------------------------------------------- | ----------------------------------- |
| Ałtajskoje (Алтайское сельское поселение)                     | Ust-Dunguj (Усть-Дунгуй)            |
| Bolszekudarinskoje (Большекударинское сельское поселение)     | Oktjabrskij (Октябрьский)           |
| Bolszeługskoje (Большелугское сельское поселение)             | Bolszoj Ług (Большой Луг)           |
| Zarjanskoje (Зарянское сельское поселение)                    | Yngurkuj (Унгуркуй)                 |
| Kudarinskoje (Кударинское сельское поселение)                 | Kudara-Somon (Кудара-Сомон)         |
| Małokudarinskoje (Малокударинское сельское поселение)         | Uładyj (Уладый)                     |
| Muroczinskoje (Мурочинское сельское поселение)                | Muroczi (Мурочи)                    |
| Nowodiesjatnikowskoje (Новодесятниковское сельское поселение) | Nowodiesjatnikowo (Новодесятниково) |
| Pierwomajskoje (Первомайское сельское поселение)              | Pierwomajsk (Первомайск)            |
| Subuktujskoje (Субуктуйское сельское поселение)               | Subuktuj (Субуктуй)                 |
| Tamirskoje (Тамирское сельское поселение)                     | Tamir (Тамир)                       |
| Ubur-Kirietskoje (Убур-Киретское сельское поселение)          | Ubur-Kiriet (Убур-Киреть)           |
| Ust-Kiranskoje (Усть-Киранское сельское поселение)            | Ust-Kiran (Усть-Киран)              |
| Ust-Kiachtinskoje (Усть-Кяхтинское сельское поселение)        | Ust-Kiachta (Усть-Кяхта)            |
| Choronchojskoje (Хоронхойское сельское поселение)             | Choronchoj (Хоронхой)               |
| Czikojskoje (Чикойское сельское поселение)                    | Czikoj (Чикой)                      |
| Szaragolskoje (Шарагольское сельское поселение)               | Szaragoł (Шарагол)                  |

## Gospodarka
Podstawową gałęzią gospodarki rejonu jest rolnictwo (przede wszystkim chów bydła i owiec).